# 가스야정
가스야정(일본어: 粕屋町 가스야마치[*])은 일본 후쿠오카현 북서부에 있는 가스야군의 정이다. 1960년대까지는 탄광과 농업 마을이었지만 1980년대에 들어서 후쿠오카시의 베드타운으로 개발이 진행되어 인구가 급증하였다.

## 지리
후쿠오카현 북서부, 후쿠오카시의 동쪽에 위치하고 있다. 정의 북부를 다다라강이 동서로 흐르고 남부, 서부를 스에강이 북서 방향으로 흐르고 있다. 정역은 후쿠오카평야에 포함되어 지형은 대체로 평탄하지만 북단·동단에 약간 작은 산이 있는 것 외에 남동단의 스에정·시메정과의 경계 부근에 시메 탄광의 석탄 채굴에 의해서 형성된 광산터가 있다. 정내에는 또한 크고 작은 저수지가 있다.

### 인접한 자치체
- 후쿠오카시(히가시구)
- 가스야군 히사야마정, 사사구리정, 스에정, 시메정

## 역사
- 1957년 3월 31일 - 오카와촌과 나카바루촌 등 2개 촌이 합병하여 가스야정이 신설되었다.

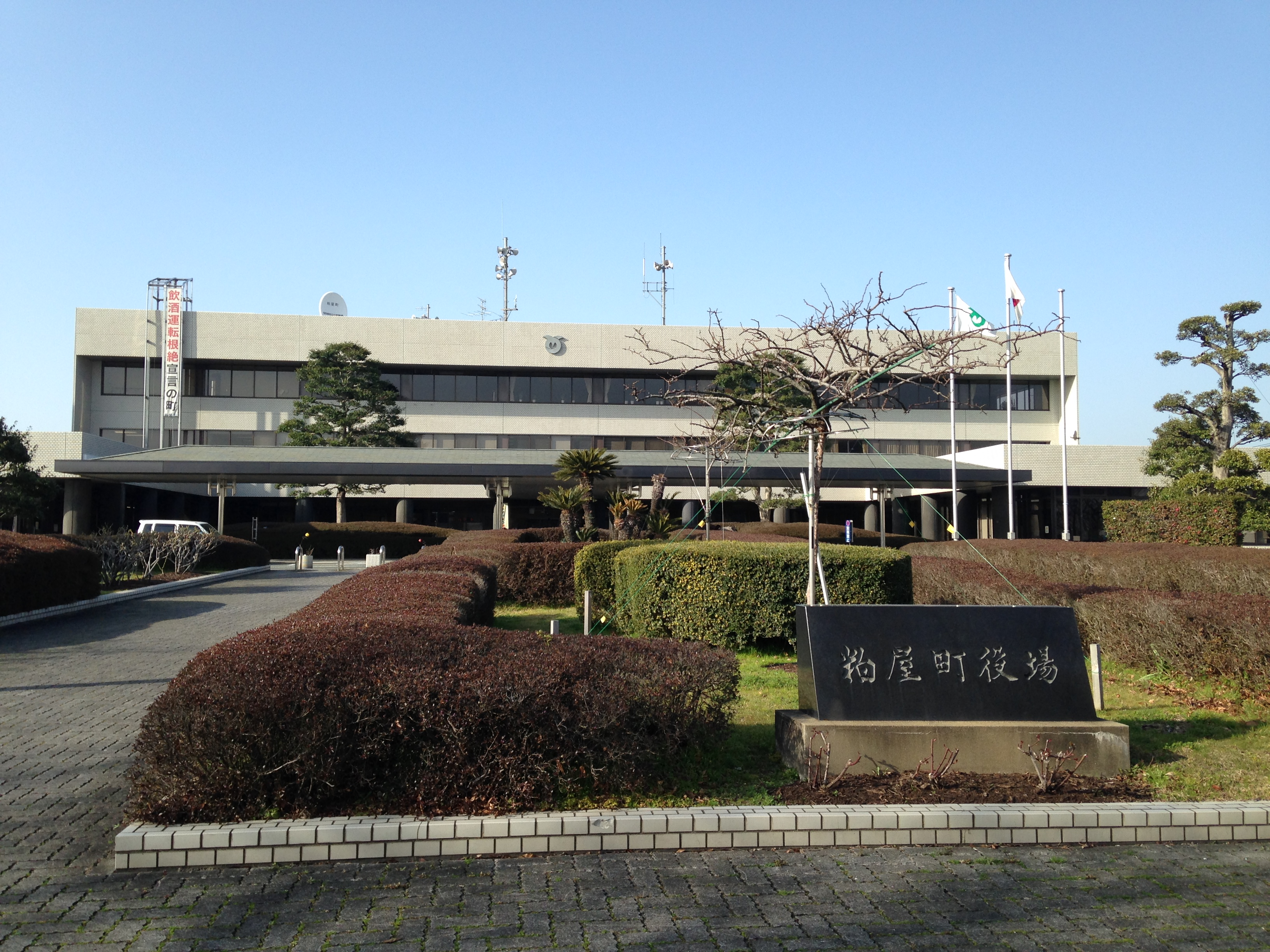
가스야정 사무소

## 산업
가스야 탄전의 한 부분을 차지하고 있어 일찍이 석탄 산업이 있었지만 1960년대의 에너지 혁명으로 쇠퇴해 모두 폐광하였다. 철거지를 공장 단지로서 재생을 도모하고 있다. 정의 남단부에 2004년 6월경 대형 쇼핑센터 "다이아몬드 시티·루크레"(이후 '이온 몰 후쿠오카 루크레'가 되었다.)가 개점했는데 이곳은 후쿠오카나 먼 곳에서 찾아온 쇼핑객으로 활기차다.

## 교통

### 철도
- 규슈 여객철도
  - 가시선
  - 후쿠오쿠유타카선(사사구리선)

### 도로
- 규슈 자동차도
- 후쿠오카 고속도로
- 국도 제201호선